# Notobasis syryjski
Notobasis syryjski (Notobasis syriaca (L.) Cass.) – gatunek rośliny należący do rodziny astrowatych. Występuje głównie w basenie Morza Śródziemnego: w Afryce Północnej (Madera, Wyspy Kanaryjskie, Maroko, Libia, Tunezja, Egipt), Azji Zachodniej (Cypr, Iran, Irak, Izrael, Jordania, Liban, Syria, Turcja), w Azerbejdżanie i Europie Południowej (Francja, Portugalia, Hiszpania, Włochy, Grecja, Albania). Jako gatunek zawleczony rozprzestrzenił się w Australii

## Morfologia
Roślina o wzniesionej i zazwyczaj rozgałęzionej łodydze o  wysokości do 150 cm. Liście pierzastoklapowane do pierzastosiecznych, o odcinkach piłkowanych lub ząbkowanych i zakończonych ostrymi kolcami. Kwiaty fioletowe, zebrane w koszyczek o kłujących listkach okrywy. Owcem są brązowe niełupki o długości 5,5 mm z puchem kielichowym. Kwitnie od marca do maja.

## Udział w kulturze
Znawcy roślin biblijnych uważają, że roślina ta dwukrotnie wymieniona jest w Biblii. W Księdze Sędziów (8,7) jako „ciernie pustyni”;  „... wymłócę ciała wasze cierniami pustyni i ostami”, w Księdze Izajasza (34,13) jako „ciernie”. O tym, że chodzi tu o Notobasis syriaca świadczy współczesna, hebrajska nazwa tej rośliny zgodna z nazwą biblijną, kontekst, czas akcji i pospolite występowanie tego gatunku na Ziemi Świętej.